# 61 Геркулеса
61 Геркулеса (лат. 61 Herculis), V931 Геркулеса (лат. V931 Herculis), HD 154356 — двойная звезда в созвездии Геркулеса на расстоянии приблизительно 822 световых лет (около 252 парсек) от Солнца. Видимая звёздная величина звезды — от +6,26m до +6,07m.

## Характеристики
Первый компонент — красный гигант, пульсирующая медленная неправильная переменная звезда (LB:) спектрального класса M4III, или M4, или M5, или Mb. Масса — около 1,369 солнечной, радиус — около 168,407 солнечных, светимость — около 1293,503 солнечных. Эффективная температура — около 3510 K.
Второй компонент — красный карлик спектрального класса M. Масса — около 113,23 юпитерианских (0,1081 солнечной). Удалён в среднем на 1,661 а.е..